# Fiona Hall (Politikerin)

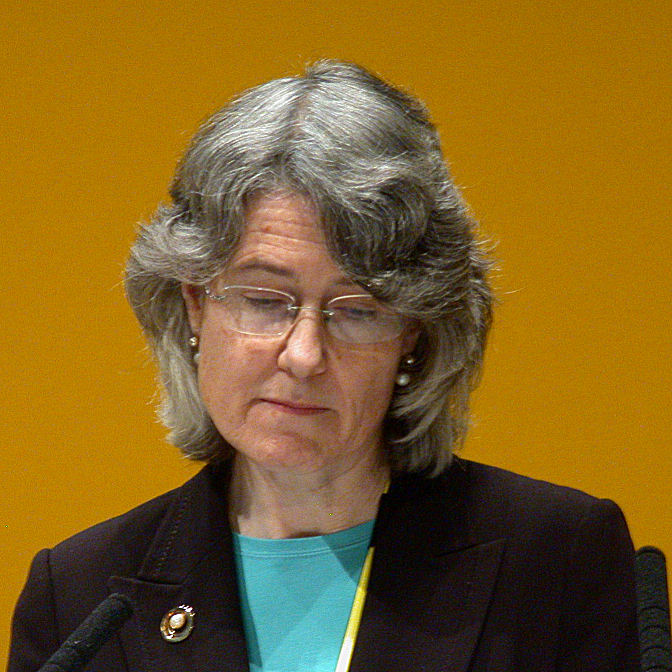
Fiona Hall (2008)

Fiona Jane Hall MBE (geb. Cutts, * 15. Juli 1955 in Swinton, Greater Manchester) ist eine britische Politikerin der Liberal Democrats.

## Leben
Sie studierte bis 1977 moderne Sprachen am St Hugh’s College der Universität Oxford und arbeitete dann zunächst bis 1979 als Lehrerin in Botswana. Von 1986 bis 1995 war sie in Teilzeitbeschäftigung als Lehrerin in Northumberland tätig, später arbeitete sie als Beraterin für liberaldemokratische Abgeordnete im Stadtrat von Newcastle und im britischen Unterhaus. Daneben war sie als Aktivistin in der Anti-Atomkraft-Bewegung tätig. 2001 war sie im Auftrag der OSZE Wahlbeobachterin im Kosovo.
Bei der Europawahl 2004 wurde Hall ins Europäische Parlament gewählt, wo sie der liberalen Fraktion ALDE angehörte. 2007 leitete sie die Wahlbeobachterdelegation des Europäischen Parlaments in bei den Parlamentswahlen Togo. Seit 2008 war sie Vizepräsidentin des European Forum for Renewable Energy Sources (EUFORES), einer Organisation zur Förderung erneuerbarer Energien, die Parlamentarier aus dem Europaparlament und den nationalen Parlamenten der EU umfasst.
Bei der Europawahl 2009 wurde Hall mit dem besten Ergebnis aller britischen Liberaldemokraten wiedergewählt. Sie war Mitglied im Ausschuss für Industrie, Forschung und Energie sowie in der Delegation für die Beziehungen zum Panafrikanischen Parlament und der Delegation in der Paritätischen Parlamentarischen Versammlung AKP-EU.
Als Stellvertreterin war sie im Entwicklungsausschuss und in der Delegation für die Beziehungen zur Koreanischen Halbinsel tätig. 2014 schied sie aus dem Europaparlament aus.

## Ehrungen
2013 wurde Hall in den Order of the British Empire aufgenommen.